# Suchoj Su-11
Suchoj Su-11 (V kódu NATO "Fishpot-C") byl sovětský proudový stíhací letoun pro protivzdušnou obranu. Jednalo se prakticky o modernizaci stroje Suchoj Su-9, který v sovětském letectvu sloužil od poloviny 50. let. Prototyp Su-11 zvaný T-47-8 poprvé vzlétl 25. prosince 1958. Letoun byl upravován, první stroje byly dokončeny roku 1962 a o dvě léta později byly zařazeny do služby. Sériově byly vyráběny Su-11 Fishpot-C - bojová a Su-11U Maiden - dvoumístná cvičná verze.

## Vývoj
Su-11 byla modernizovaná verze stíhacího letounu Suchoj Su-9 („Fishpot“), který byl vyvíjen souběžně se stíhacím bombardérem Su-7 se šípovým křídlem. Suchoj si uvědomil základní omezení Su-9 a začal pracovat na Su-11, který poprvé vzlétl v roce 1961 jako prototyp T-47.
Su-11 se Su-9 sdílel delta křídlo, šikmé ocasní plochy a doutníkovitý trup, stejně jako kruhové vstupní ústrojí, ale měl delší příď, aby se do ní vešla výkonnější radarová souprava „Orjol“ (Orel; v kódu NATO „Skip Spin“)  Byl instalován výkonnější proudový motor Ljulka AL-7F-1 poskytující tah o 9,8 kN (2 210 lbf) vyšší s přídavným spalováním pro lepší stoupavost a výkon ve velkých výškách (kompenzoval i zvýšenou hmotnost). Su-11 lze od Su-9 odlišit vnějším palivovým potrubím na trupu za kokpitem.
Rakety K-5 ze Su-9 byly nahrazeny dvojicí raket R-98 (AA-3 'Anab'), obvykle jednou poloaktivní radarem naváděnou R-98MR a jednou tepelně naváděnou R-98MT. Jako mnoho stíhacích letounů té doby neměl hlavňovou výzbroj.
Výroba definitivního Su-11-8M začala v roce 1962, skončila v roce 1965 poté, co bylo dodáno asi 108 letadel, ačkoli se předpokládá, že některé ze Su-9 byly modernizovány na podobu Su-11.
Byla také vyvinuta cvičná verze Su-11U 'Maiden'. Podobně jako Su-9U měla plnou výzbroj a radarové systémy pro výcvikové účely, ale druhé sedadlo snižovalo jeho již tak nízkou kapacitu paliva a nebyla určena pro bojové použití.

## Služba
Vývojové problémy a havárie zpozdily zavedení u perutí sovětského letectva/vojsk protivzdušné obrany až do roku 1964 a bylo dodáno jen malé množství letadel.
I s nadřazeným radarem zůstal Su-11 silně závislý na pozemním odposlechu (GCI) při navádění pilota na cíl. Neměl žádnou schopnost ani proti nízko letícím cílům a konstrukční kancelář Suchoj považovala Su-11 za selhání a mnohem horší ve srovnání s impozantnějším novějším Su-15 („Flagon“). Nicméně několik letounů zůstalo ve službě až do počátku 80. let. Poslední Su-11 opustily frontovou službu kolem roku 1983.

## Uživatelé
Sovětský svaz
- Vojska protivzdušné obrany SSSR

191. stíhací letecký pluk protivzdušné obrany, Jefremov, Tulská oblast, RSFSR, 1965 – 1980.
393. gardový stíhací letecký pluk protivzdušné obrany, Privolžskij, Astrachaňská oblast, RSFSR, 1964 – 1981.
790. stíhací letecký pluk protivzdušné obrany, Chotilovo, Kalininská oblast, RSFSR, 1964 – 1979.

## Specifikace

### Technické údaje
- Posádka: 1
- Rozpětí: 8,54 m
- Délka: 18,23 m
- Výška: 4,70 m
- Nosná plocha: 34 m²
- Hmotnost prázdného stroje: 8 562 kg
- Max. vzletová hmotnost: 13 990 kg
- Pohon: 1 × proudový motor Ljulka AL-7F-2
  - Tah motoru: 96 kN

### Výkony
- Maximální rychlost: 2 340 km/h
- Bojový dolet: 500 km (310 mi, 270 nmi)
- Přeletový dolet: 1 125 km (699 mi, 607 nmi)
- Vytrvalost: : 1 hodina 28 minut s vnitřním palivem; 1 hodina 59 minut s přídavnými nádržemi
- Dostup: 18 000 m
- Stoupavost: 136,7 m/s (26 910 stop/min)
- Plošné zatížení: 76,09 kg/m2 (15,58 lb/sq ft)
- Tah/hmotnost: 0,71
- Vzletová rychlost: (s vnitřním palivem): 330–340 km/h (210–210 mph; 180–180 kn)
- Vzletová rychlost: (s přídavnými nádržemi): 360–380 km/h (220–240 mph; 190–210 kn)
- Přistávací rychlost: (s vnitřním palivem): 280–290 km/h (170–180 mph; 150–160 kn)
- Délka přistání: 1 000–1 200 m (3 300–3 900 stop)

### Výzbroj
- 4 × podkřídlový závěsník pro rakety vzduch-vzduch Kaliningrad K-8 (AA-3 "Anab")
- 2 × podtrupový závěsník pro přídavné palivové nádrže